# Залужье (Ивано-Франковская область)
Залужье (укр. Залужжя) — село в Рогатинской городской общине Ивано-Франковского района Ивано-Франковской области Украины.
Население по переписи 2001 года составляло 994 человека. Занимает площадь 9,503 км². Почтовый индекс — 77006. Телефонный код — 03435.